# Eremothyris ratovosoni
Eremothyris ratovosoni is een vlinder uit de familie stippelmotten (Yponomeutidae). De wetenschappelijke naam van deze soort is voor het eerst geldig gepubliceerd in 1982 door Gibeaux.
De soort komt voor in het Afrotropisch gebied.